# Meli Polišuk-Bloch
Meli Polišuk-Bloch (hebrejsky: מלי פולישוק-בלוך) je izraelská politička a bývalá poslankyně Knesetu za stranu Šinuj.

## Biografie
Narodila se 14. ledna 1953 ve městě Ra'anana. Sloužila v izraelské armádě, kde působila ve zpravodajských jednotkách a dosáhla hodnosti seržanta (Samal). Vystudovala politologii a divadelní vědu v bakalářském programu na Telavivské univerzitě a na téže škole pak získala i magisterský titul v oboru politologie (zaměření na izraelsko-syrské vztahy) a veřejné politiky (privatizace). Právní vzdělání získala na Interdisciplinary Center v Herzliji. Hovoří hebrejsky a anglicky.

## Politická dráha
V letech 1992–1993 byla poradkyní pro otázky privatizace na ministerstvu pro energetiku. Zasedala ve vedení společnosti National Oil Company. Ve městě Ra'anana byla aktivní v rodičovských asociacích. V 90. letech vedla informační odbor strany Šinuj, v letech 1999–2003 pak stála v čele stranického ekonomického odboru. Členkou strany byla od roku 1981.
V izraelském parlamentu zasedla po volbách do Knesetu v roce 2003, v nichž nastupovala za stranu Šinuj. Byla předsedou výboru pro vědu a technologie, výboru státní kontroly a výboru pro vzdělávání, kulturu a sport. Byla členkou výboru pro televizi a rozhlas, výboru pro status žen a výboru pro ekonomické záležitosti.
Ke konci volebního období došlo ve straně Šinuj k rozkolu, při kterém ji opustila většina poslaneckého klubu včetně Meli Polišuk-Blochové a založila novou politickou formaci Chec. Ta ale ve volbách do Knesetu v roce 2006 nezískala dost hlasů pro přidělení mandátu.